# Кокато (Минесота)
Кокато (енгл. Cokato) град је у америчкој савезној држави Минесота.

## Демографија
По попису из 2010. године број становника је 2.694, што је 33 (-1,2%) становника мање него 2000. године.
| Група             | 2000.         | 2010.         |
| Белци             | 2.608 (95,6%) | 2.506 (93,0%) |
| Афроамериканци    | 4 (0,1%)      | 8 (0,3%)      |
| Азијати           | 12 (0,4%)     | 13 (0,5%)     |
| Хиспаноамериканци | 73 (2,7%)     | 116 (4,3%)    |
| Укупно            | 2.727         | 2.694         |